# 艾莉森·格雷戈尔卡
艾莉森·格雷戈尔卡（英語：Alison Gregorka，1985年6月29日—），美国女子水球运动员。她曾代表美国国家队参加2008年夏季奥林匹克运动会女子水球比赛，获得一枚银牌。